# Palacio Insular de Tenerife
Palacio Insular de Tenerife est un bâtiment  de la ville de Santa Cruz de Tenerife, dont il est le  siège du Cabildo de Tenerife. Conçu par l'architecte José Enrique Marrero Regalado (es) et construit entre 1935 et 1940, il est situé sur la Place d'Espagne. L'édifice se distingue par sa tour surmontée d'une horloge rajoutée en 1950 et est l'un des symboles les plus reconnaissables de la ville de Santa Cruz de Tenerife.

## Histoire et caractéristiques
Le projet de construction est le résultat d'un concours que le conseil du comté a attribué à l'architecte franc-maçon Enrique Marrero Regalado en 1934. Le concours a proposé plusieurs projets dont deux de type monumental et deux de type rationaliste. C'est celui d'un complexe monumental qui a été retenu. Le projet comprenait aussi l'aménagement des espaces verts environnants et devait résoudre les problèmes de stationnement et d’accès par la ville adjacente. Le projet est signé en juillet 1934, les travaux commencent six mois après et se déroulent jusqu'en 1940.
Il fut procédé au choix d'un décorateur en la personne du peintre canarien José Aguiar, franc-maçon comme l'architecte. Ses peintures murales du Salón Noble représentent une véritable collection d’œuvres d'art, à tel point qu'il lui est attribué le nom de « Chapelle Sixtine de Ténérife ».
En janvier 2014 le bâtiment est proposé au classement de  « Bien d'Intérêt Culturel ». En 2017, le bâtiment a été déclaré comme tel.

## Biographie
- (es) Martín López, Marrero Regalado y Aguiar: El arte masónico oficial de la Postguerra en Canarias, vol. 39, Universidad de Granada, 2008 (ISSN 0210-962X, lire en ligne), p. 213-232.

- (es) Cet article est partiellement ou en totalité issu de l’article de Wikipédia en espagnol intitulé « Palacio Insular » (voir la liste des auteurs).